# Taupō (vulkan)
Jezero Taupō v središču Severnega otoka Nove Zelandije zapolnjuje kaldero vulkana Taupō, velikega riolitskega supervulkana. Ta ogromen vulkan je v geološko zadnjem času povzročil dva najmočnejša izbruha na svetu.
Vulkan je v vulkanski coni Taupō znotraj riftne doline Taupō, območja vulkanske dejavnosti , ki se razteza od Ruapehuja na jugu, prek okrožij Taupō in Rotorua, do Whakaari/White Island v Zalivu obilja ( Bay of Plenty).

## Zgodovina
Taupō je začel bruhati pred približno 300.000 leti. Glavni izbruhi, ki še vedno vplivajo na okoliško pokrajino, so dacitski izbruh gore Tauhara pred 65.000 leti, izbruh Oruanui pred približno 26.500 leti, ki je odgovoren za obliko sodobne kaldere, in izbruh Hatepe iz leta 232 ± 10 n. št.. Bilo je veliko več izbruhov, z večjimi vsakih tisoč let ali več. Zlasti izbruh Oruanui je uničil ali zakril veliko dokazov o prejšnji eruptivni dejavnosti.:5
Vulkan Taupō ni izbruhnil približno 1800 let; vendar z raziskavo, ki se je začela leta 1979 in je bila objavljena leta 2022, podatki, zbrani v 42-letnem obdobju, kažejo, da je vulkan Taupō aktiven z obdobji vulkanskih nemirov. Nekateri vulkani v vulkanski coni Taupō so izbruhnili pred kratkim. Na gori Tarawera je leta 1886 prišlo do zmerno močnega izbruha VEI-5, Whakaari/White Island pa je pogosto aktiven, nazadnje je izbruhnil decembra 2019. Geološke študije, objavljene leta 1888 po izbruhu gore Tarawera, so najprej izpostavile možnost, da obstaja vulkan pod jezerom Taupō, namesto bolj očitnih vulkanov v bližini gore Tongariro, da bi pojasnili verjeten vir obsežnih površinskih usedlin plovca na osrednjem severnem otoku.

## Geologija
Vulkan Taupō izbruhne riolit, viskozno magmo z visoko vsebnostjo silicijevega dioksida, kar je značilnost, povezana s srednjim delom vulkanske cone Taupō znotraj riftne doline Taupō. Ta je znotraj loka v vzhodnem delu celinske avstralske plošče, ki je posledica poševne konvergence s Pacifiško ploščo v subdukcijski coni Hikurangi. V tem območju se diskontinuiteta Moho začne približno 25–30 km pod površjem onkraj sodobnih meja riftne doline Taupō na zahodu in vzhodu, vendar obstaja območje močnega kontrasta v seizmični hitrosti pri 16 kn globina, za katero se domneva, da je posledica vdrte skorje, od koder se razvija napajalna magma. Študije kažejo velika območja delne taline pod 10 km s prehodom iz krhko-duktilne roske na približno 6–8 km pod površjem. Iz še neznanih razlogov, ki so verjetno povezani s trenutno visoko stopnjo širjenja razpok in nedavno subdukcijo planote Hikurangi, je to območje zelo produktivno v svojem površinskem vulkanizmu.
Če magma ne vsebuje veliko plina, se riolit nagiba le k oblikovanju kupole lave in takšni izbruhi so pogostejši. Vendar pa so lahko riolitični izbruhi v mešanici s plinom ali paro izjemno siloviti. Magma se peni in tvori plovec in vulkanski pepel, ki se z veliko silo vrže ven. Takšni izbruhi se običajno zgodijo prej v katerem koli ciklu izbruha.
Če vulkan ustvari stabilen oblak visoko v atmosferi, plovec in pepel odpihne vstran in sčasoma pade na tla ter pokrije pokrajino kot sneg.
Če se material, ki ga izvrže, ohladi hitreje in postane gostejši od zraka, se ne more dvigniti tako visoko in se nenadoma zruši nazaj na tla, pri čemer nastane piroklastični tok, ki udari na površje kot voda iz slapa in se bočno razširi po zemlji z enormno hitrostjo. Ko se plovec in pepel usedeta, sta dovolj vroča, da se zlepita kot kamen, imenovan ignimbrit. Piroklastični tokovi lahko potujejo več sto kilometrov na uro.

## Prejšnji izbruhi
Prejšnji izbruhi ignimbrita so se zgodili severneje kot Taupō. Nekateri od teh so bili ogromni in dva izbruha pred približno 1,25 in 1,0 milijona let sta bila dovolj velika, da sta ustvarila ignimbritno ploščo, ki je prekrila Severni otok od Aucklanda do Napierja.
Medtem ko je Taupō aktiven približno 300.000 let, so bili eksplozivni izbruhi bolj značilni v zadnjih 42.000 letih.

## Izbruh Oruanui
Izbruh Oruanui (znan tudi kot dogodek Kawakawa) vulkana Taupō je bil največji znani izbruh na svetu v zadnjih 70.000 letih z indeksom vulkanske eksplozivnosti 8. Zgodil se je pred približno 26.500 leti in ustvaril približno 430 km³ piroklastičnih usedlin, 320 km³ piroklastičnih gostotnih usedlin (PDC) (večinoma ignimbrita) in 420 km³ primarnega intrakalderskega materiala, kar ustreza 530 km³ magme.
Danmašnje jezero Taupō delno zapolnjuje kaldero, ki je nastala med tem izbruhom.
Tefra iz izbruha je prekrila večji del osrednjega Severnega otoka z ignimbritom do 200 m globine. Izbruh ignimbrita verjetno ni bil tako močan kot izbruh poznejšega izbruha Hatepe, vendar je bil skupni učinek tega izbruha nekoliko večji. Večji del Nove Zelandije je bil prizadet zaradi padavin pepela, pri čemer je 18 cm plast pepela ostala celo na Chathamskih otokih, 850 km stran, ki je vključevala diatomeje iz izbruhanih jezerskih sedimentov. Kasnejša erozija in sedimentacija imelo dolgotrajne učinke na pokrajino in povzročilo, da se je reka Waikato premaknila iz nižin Hauraki v svojo sedanjo smer skozi Waikato v Tasmanovo morje.

## Izbruh Hatepe
Izbruh Hatepe (znan tudi kot izbruh Taupō ali Horomatangi Reef Unit Y) predstavlja najnovejši večji izbruh vulkana Taupō in se je zgodil pred približno 1800 leti. To je bil najmočnejši izbruh na svetu v zadnjih 5000 letih. Vrsta izbruha, ki se je zgodil, je najbolj ekstremna vulkanska nevarnost zaradi piroklastičnih tokov, zelo visoke mobilnosti in vsebnosti toplote. Navedeno je bilo, da je sproščanje energije ustrezalo približno 150 ± 50 megatonom TNT.

### Stopnje izbruha
Izbruh je šel skozi več stopenj, ki so bile leta 2003 na novo opredeljene z vsaj 3 ločenimi odprtinami:
1. Pod jezerom Taupō je prišlo do manjšega izbruha, ki je trajal več ur in proizvedel 0,05 km³ drobnega pepela
2. Dramatično povečanje aktivnosti je povzročilo visok izbruh iz drugega zračnika in 2,5 km³ suhega pepela
3. Ventil je v več desetih urah izbruhnil predvsem mokri freatoplinski pepel, a nekaj suhega magmatskega pepela do skupno 1,9 km³
4. Bodisi je prišlo do kratkega preloma ali pa sta se hkrati aktivirala dva zračnika, pri čemer je eden ustvaril mokro, temno pepelom in obsidianom bogato 1,1 km³ padavinsko usedlino, fini freatoplinski pepel Rotongaio. Na koncu zadnje faze ali na začetku te je bilo obdobje močnih padavin.
5. Sledil je večji suhi izbruh, ki je izbruhnil 7,7 km³ pepela/plovca na ogromno območje, v do 17 urah, preden se je delni steber zrušil s kar enajstimi suhimi piroklastičnimi tokovi gostote toka, kar je povzročilo 1,5 km³ lokalnih nahajališč ignimbrita vzhodno od sedanjega jezera.
6. Nato se je zgodil najbolj uničujoč del izbruha. Del območja odprtine se je zrušil kot del procesa, ki je sprostil približno 30 km³ materiala, ki je oblikoval hitro premikajoč se piroklastični tok s hitrostjo 600–900 km/h, ki ni trajal več kot 15 minut.
7. Kupole iz riolitne lave so bile nekaj let kasneje ekstrudirane in so pomagale oblikovati grebene Horomatangi in banko Waitahanui.[12] Ti kasnejši manjši izbruhi neznane skupne velikosti so prav tako ustvarili velike splave plovca in prenehali v desetletjih po velikem izbruhu.

Glavni piroklastični tok je opustošil okolico in se povzpel čez 1500 m, da je presegel bližnje gorovje Kaimanawa in goro Tongariro ter prekril ozemlje znotraj 80 ± 10 km z ignimbritom od Rotorue do Waiouruja. Le Ruapehu je bil dovolj visok, da je preusmeril tok.
Moč piroklastičnega toka je bila tako močna, da je ponekod erodirala več materiala s površine tal, kot ga je nadomestila z ignimbritom. Doline so bile napolnjene z ignimbritom, ki je izravnal obliko zemlje.
Vse rastlinje na območju je bilo poravnano. Razrahljane usedline plovca in pepela so tvorile laharje po vseh glavnih rekah.

### Datiranje izbruha Hatepe
Za izbruh Hatepeja je bilo navedenih veliko datumov. Eden ocenjenih datumov je bil 181 n. št. iz ledenih jeder na Grenlandiji in Antarktiki. Možno je, da so bili meteorološki pojavi, ki sta jih opisala Fan Ye na Kitajskem in Herodian v Rimu posledica tega izbruha, kar bi dalo datum natanko 186. Vendar pa pepel zaradi vulkanske dejavnosti običajno ne prečka hemisfer in R. Sparks je za radiokarbonsko datiranje določil datum 233 n. št. ± 13 (95-odstotno zaupanje). Papir za ujemanje 14C iz leta 2011 je dal datum 232 ± 5 n. št.. Pregled iz leta 2021, ki temelji na petih virih, poroča o 232 ± 10 n. št.
Nova Zelandija je bila takrat nenaseljena, zato bi bili najbližji ljudje v Avstraliji in Novi Kaledoniji, več kot 2000 km zahodno in severozahodno.

## Trenutna dejavnost in prihodnje nevarnosti
Študije sestave kažejo, da je imel vulkan Taupō zgodovinske odprtine južno in severno od sedanjega jezera, nedavna seizmična aktivnost pa sega čez jezero proti severu in jugu. Na severu je meja s kaldero Maroa slabo definirana, vendar je večina potresne dejavnosti verjetno povezana s strukturami, povezanimi s to kaldero. Medtem ko so študije odkrile en izvir sestave Taupō 20 km severno od jezera Taupō, je to domnevno posledica izločitve nasipa pred približno 26.000 leti. Nedavna aktivnost severno od jezera je dodeljena v smislu magmatskih teles do vulkana Poihipi pod Wairakeijem.
Od maja do decembra 2022 je prišlo do povečane potresne dejavnosti z zdrsom ob jezeru in poplavljanjem zaradi manjšega cunamija in deformacije tal. Stopnja vulkanskega alarma za vulkan Taupō je bila 20. septembra 2022 povišana na 1. stopnjo vulkanskega alarma (manjši vulkanski nemiri).
Medtem ko iz Taupō ni bil zabeležen noben eruptivni dogodek, ki bi mu bili priča, je bilo od leta 1872 sedemnajst epizod vulkanskih nemirov, zadnji pa v letih 2019 in 2022–2023. To se je pokazalo kot roji seizmične dejavnosti in deformacije tal v kalderi. Prostornina današnjega rezervoarja magme je ocenjena na vsaj 250 km³ in ima delež taline >20–30 %.
Medtem ko je Taupō sposoben zelo velikih izbruhov, so ti še vedno zelo malo verjetni, saj je bila večina od 29 izbruhov različnih velikosti v zadnjih 30.000 letih precej manjših. Mnoga so se oblikovala v obliki kupole, kar je morda prispevalo k značilnostim jezera, kot sta otok Motutaiko in grebeni Horomatangi.
Obstajajo tudi nevarnosti potresov in cunamijev. Medtem ko je večina potresov razmeroma majhnih in povezanih s premiki magme, so zmerni potresi, povezani z izbruhi ali številnimi prelomi, povezanimi z razpokami, v zgodovini povzročili cunamije. Prelom Waihi znotraj razpoke je bil na primer povezan s potresi z magnitudo 6,5 v intervalih ponavljanja med 490 in 1380 leti in vsaj enim cunamijem, povezanim z zemeljskim zdrsom na parečih pečinah Hipaua.
GNS Science nenehno spremlja Taupō z uporabo mreže seizmografov in postaj GPS. Območje grebenov Horomatangi v jezeru je povezano z aktivnim hidrotermalnim prezračevanjem in visokim toplotnim tokom. Spremljanje vulkana, ki je pod jezerom, je zahtevno in do izbruha lahko pride z malo ali brez pomembnega obvestila. Podatke v živo si lahko ogledate na spletni strani GeoNetGeoNet website.